# Cambé
Cambé é um município da Região Metropolitana de Londrina, no estado do Paraná, no Brasil. Sua população, conforme estimativas do IBGE de 2021, era de 108 126 habitantes.
Em junho de 2023 a cidade ganhou destaque na imprensa nacional por ser o palco de um ataque numa escola que levou à morte dois jovens, além do atirador. 

## Topônimo
Existe uma teoria que aponta que o nome do município tem origem caingangue. Outra teoria, porém, diz que "cambé" origina-se da língua tupi (Caá significando "mata, árvore" e mbê, "raízes aéreas"). A Enciclopédia dos Municípios do Instituto Brasileiro de Geografia e Estatística traduz a denominação para "Passo do veado", de origem Tupi, porque, segundo consta, "...aquela região era abundante em caça, daí derivando o nome de Cambé". O nome é uma herança da política da Campanha de nacionalização do Brasil de Getúlio Vargas, sendo uma substituição ao nome "Nova Dantzig".

## Sítio arqueológico
No fim da década de 1980, quando implementos agrícolas preparavam o terreno para a plantação de soja, em uma área rural de Cambé, foi descoberta vestígios de uma redução jesuítica e após longas pesquisas, descobriu-se que foi a missão jesuítica de San Joseph. Atualmente é conhecida por Sítio Arqueológico Fazenda Santa Dalmácia e reforça a história dos Jesuítas em várias regiões do sul do Brasil no período da colonização brasileiro.

## Geografia

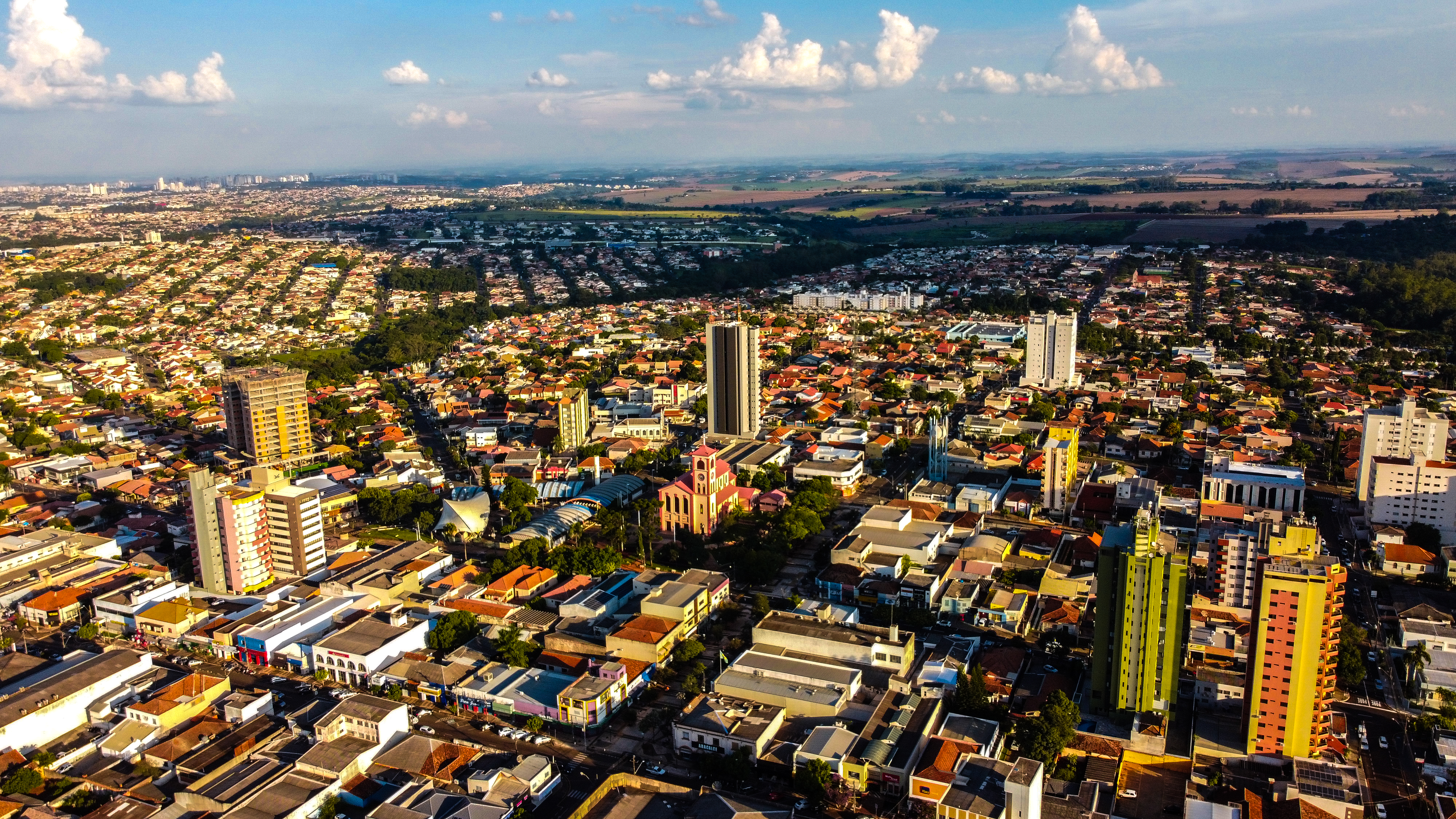
Vista aérea do município de Cambé.

Situada no Terceiro Planalto de Guarapuava, a 23° 16' Latitude Sul e 51° 17' Longitude Oeste com área de 495,375 km² a 680 metros do nível do mar. Favorecida pelas rodovias BR-369 e PR-445, está distante cerca de 10 km de Londrina, 392 km de Curitiba, 550 km de São Paulo e a 502 km do Porto de Paranaguá.

### Clima

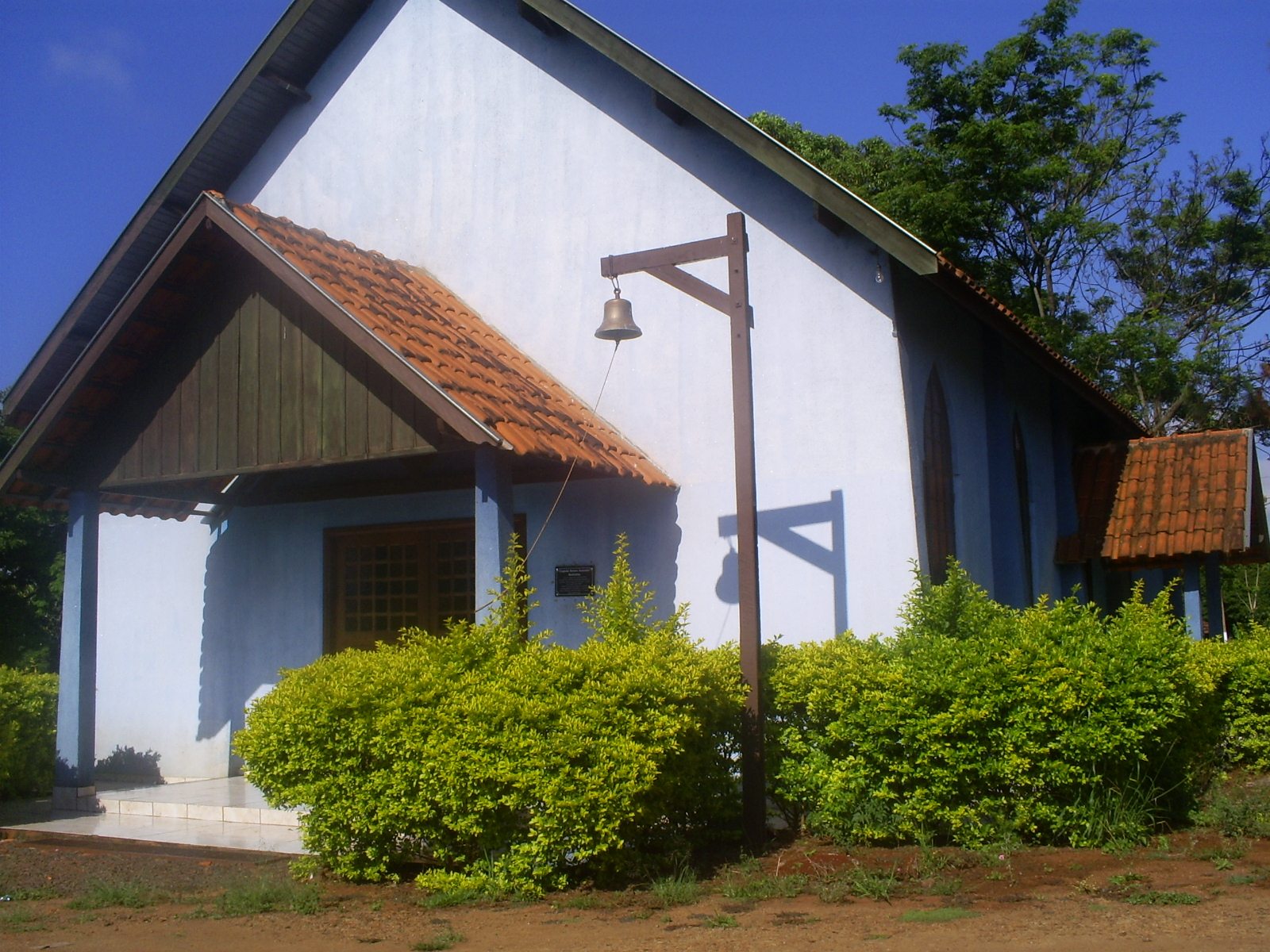
Capela Santo Antônio na localidade de Saltinho

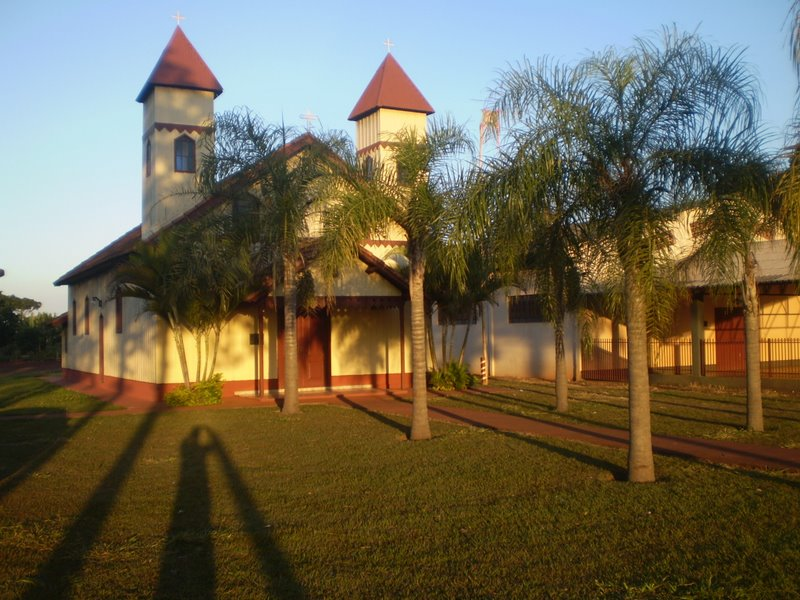
Igreja na localidade de Bratislava

De clima subtropical úmido mesotérmico, verões quentes com tendência de concentração das chuvas (temperatura máxima média de 20 °C), invernos com geadas em torno de oito anuais (temperatura mínima média abaixo de 18 °C), sem estação seca definida.
| Dados climatológicos para Cambé | Dados climatológicos para Cambé | Dados climatológicos para Cambé | Dados climatológicos para Cambé | Dados climatológicos para Cambé | Dados climatológicos para Cambé | Dados climatológicos para Cambé | Dados climatológicos para Cambé | Dados climatológicos para Cambé | Dados climatológicos para Cambé | Dados climatológicos para Cambé | Dados climatológicos para Cambé | Dados climatológicos para Cambé | Dados climatológicos para Cambé |
| Mês                             | Jan                             | Fev                             | Mar                             | Abr                             | Mai                             | Jun                             | Jul                             | Ago                             | Set                             | Out                             | Nov                             | Dez                             | Ano                             |
| ------------------------------- | ------------------------------- | ------------------------------- | ------------------------------- | ------------------------------- | ------------------------------- | ------------------------------- | ------------------------------- | ------------------------------- | ------------------------------- | ------------------------------- | ------------------------------- | ------------------------------- | ------------------------------- |
| Temperatura máxima média (°C)   | 28,8                            | 29,2                            | 28,3                            | 26,4                            | 23,8                            | 22,6                            | 23,4                            | 25,5                            | 26,3                            | 27                              | 28,3                            | 28,4                            | 26,5                            |
| Temperatura média (°C)          | 23,2                            | 23,6                            | 22,5                            | 20,3                            | 17,6                            | 16,3                            | 16,7                            | 18,5                            | 19,9                            | 20,9                            | 22,3                            | 22,5                            | 20,4                            |
| Temperatura mínima média (°C)   | 17,7                            | 18                              | 16,7                            | 14,3                            | 11,4                            | 10,1                            | 10,1                            | 11,5                            | 13,5                            | 14,9                            | 16,3                            | 16,6                            | 14,3                            |
| Precipitação (mm)               | 203                             | 173                             | 134                             | 106                             | 106                             | 81                              | 56                              | 50                              | 90                              | 149                             | 139                             | 179                             | 1 466                           |
| Fonte: Climate-Data.org         |                                 |                                 |                                 |                                 |                                 |                                 |                                 |                                 |                                 |                                 |                                 |                                 |                                 |

## Demografia
Sua população estimada em 2021 era de 108.126 habitantes.

## Turismo
Em Cambé, existe o Sítio Arqueológico Fazenda Santa Dalmácia, que é um conjunto de ruínas remanescentes da redução jesuítica de San Joseph.